# Ngawang Lobsang Guiamtso
Ngawang Lobsang Guiamtso (1617–1682), també conegut com el Gran Cinquè, va ser el cinquè dalai-lama i el primer que va exercir el seu poder espiritual i temporal sobre la totalitat del Tibet.

## Biografia
Lobsang Gyatso va ser el nom que Künga Migyur va rebre de Lobsang Chökyi Gyaltsen després de rebre l'ordenació monàstica de novells a Drepung. El 1638, quan va prendre l'ordenació completa, també en presència de Lobsang Chökyi Gyaltsen al temple Jokhang a Lhasa, Ngawang es va afegir al seu nom, Ngawang Lobsang Gyatso. En aquest moment va començar a aprofundir el seu interès pels ensenyaments de Nyingmapa i va professar la seva devoció al mestre Zur Choying Rangdrol.
Sovint se'l coneix simplement com el Gran Cinquè, sent un líder religiós i temporal clau del budisme tibetà i del Tibet. A Gyatso se li atribueix la unificació de tot el Tibet sota el Ganden Phodrang després d'una intervenció militar mongol que va posar fi a una llarga època de guerres civils. Com a cap d'estat independent, va establir relacions amb l'imperi Qing i altres països regionals i també va conèixer els primers exploradors europeus.
Durant el seu mandat va reunificar el Tibet després d'anys de guerra civil, va establir una teocràcia efectiva i va establir relacions amistoses amb la dinastia Manxú que s'estava formant a la Xina. A partir del seu govern i fins el 1950, el Tibet esdevé un estat més o menys independent (o amb autonomia respecte la Xina) governat pels dalai-lames.
Gyatso va escriure 24 volums d'obres erudites i religioses sobre una àmplia gamma de temes.